# 汉提里二世
汉提里二世（英語：Hantili II），古王国的赫梯国王。铁列平后裔，阿鲁万纳死后继承其位。
| 前任： 阿鲁万纳 | 赫梯国王 | 继任： 塔胡尔瓦伊里 |